# SanDisk
SanDisk Corporation je největší výrobce paměťových karet a záznamových médií na bázi flash pamětí. Byla založena v roce 1988 doktorem Eli Harari jako mezinárodní firma pro výrobu energeticky nezávislých paměťových médií. V listopadu 1995 se SanDisk stala veřejně obchodovatelnou společností (NASDAQ:SNDK). V roce 2004 dosáhla společnost zisku 1,8 miliard dolarů. Firma SanDisk zaměstnává celosvětově přibližně 900 zaměstnanců. Hlavní sídlo se nachází v Kalifornii ve Spojených státech amerických. Výrobky jsou prodávány prostřednictvím dvou distribučních kanálů, a to pomocí obchodníků a OEM produktů. Výrobky lze zakoupit ve více než 100 tis. obchodech po celém světě.
Původní společnost SanDisk Corporation byla v roce 2016 převzata společností Western Digital.
Vyrábí a distribuuje flash paměťová média, která se používají v mnoha různých elektronických systémech. Technologie flash pamětí umožňuje ukládat data do malých, přenosných médií, která jsou důležitým faktorem pro další vývoj trhu s digitálními fotoaparáty, multimediálními mobilními telefony, USB flash paměťmi a dalšími digitálními zařízeními. SanDisk má patentováno více než 350 U.S. patentů, mezinárodních patentů a licencí pro různé technologie jiných společností.
Jako jediní vlastní práva pro výrobu a prodej všech formátů paměťových karet - CompactFlash (CF), SD, miniSD, SmartMedia, MultiMediaCard (MMC), Memory Stick PRO a další Memory Stick produkty, xD-Picture Card a USB flash paměti.

## Produkty
Kromě flash pamětí se firma Sandisk také zabývá výrobou MP3 přehrávačů. A to jsou tyto série:
- Sansa c100
- Sansa c200
- Sansa e100
- Sansa e200
- Sansa m200

Nově:
- Sansa Connect
- Sansa View
- Sansa Express

## Galerie

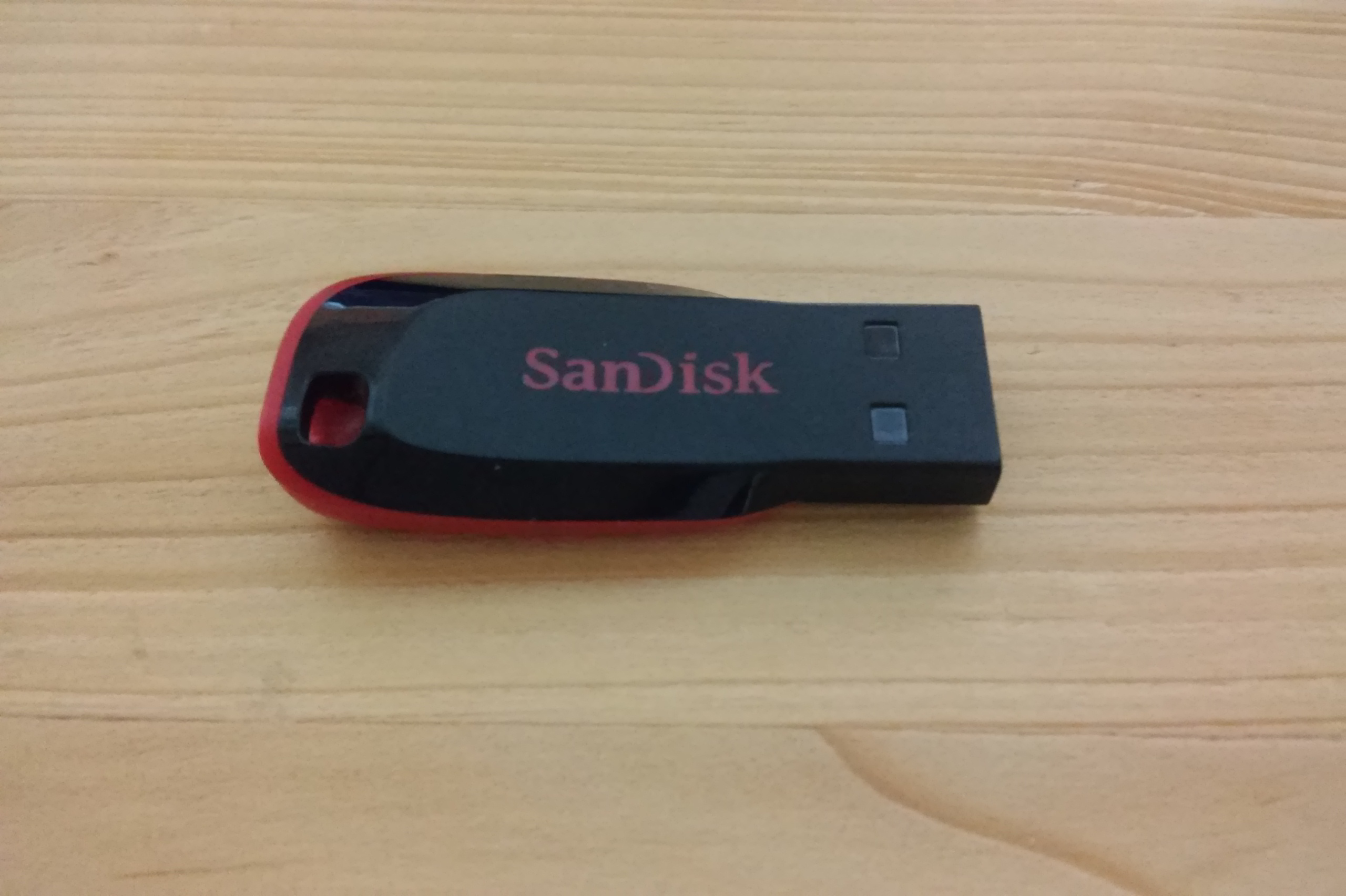
SanDisk USB flash disk
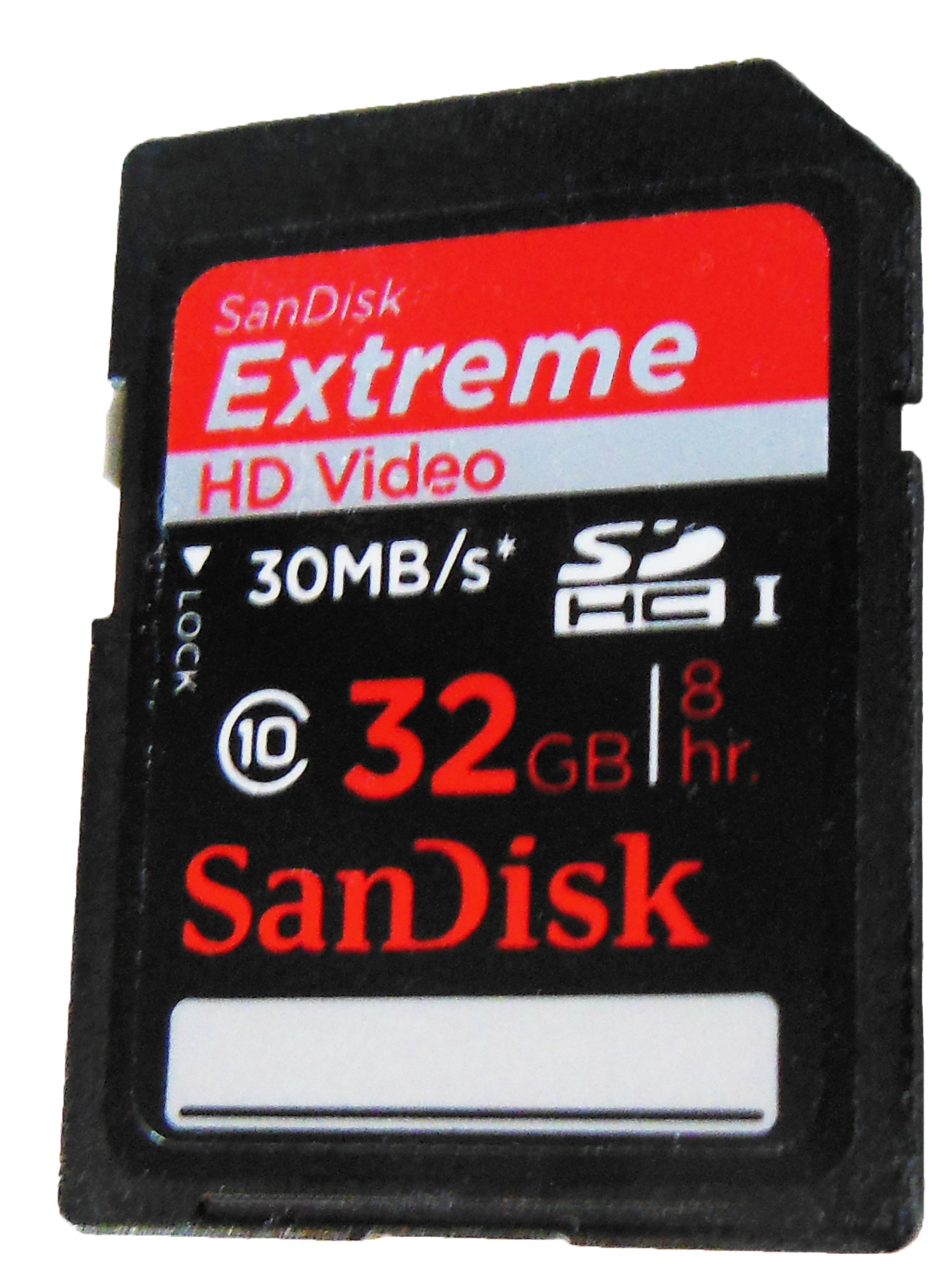
SanDisk paměťová karta
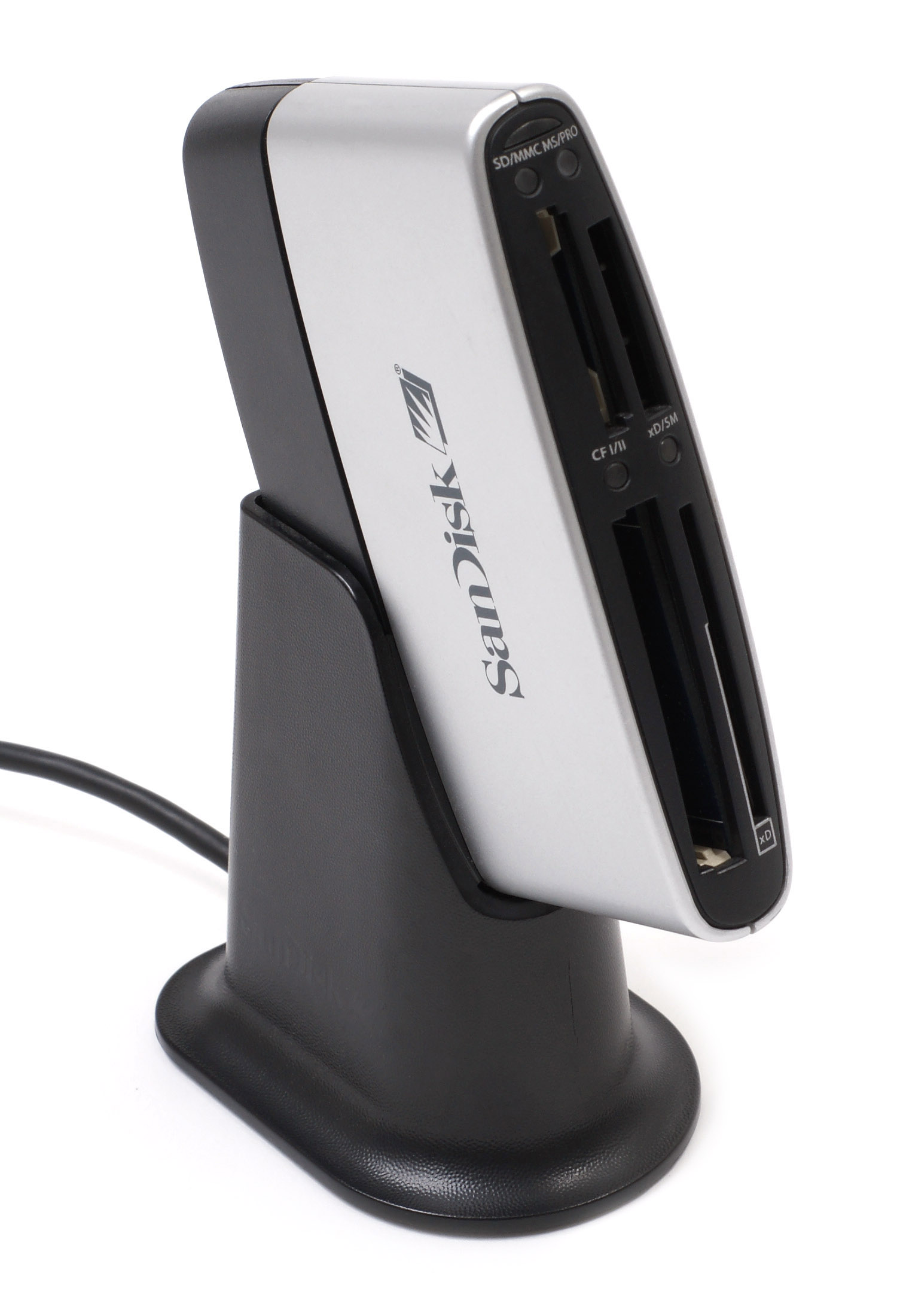
SanDisk čtečka paměťových karet
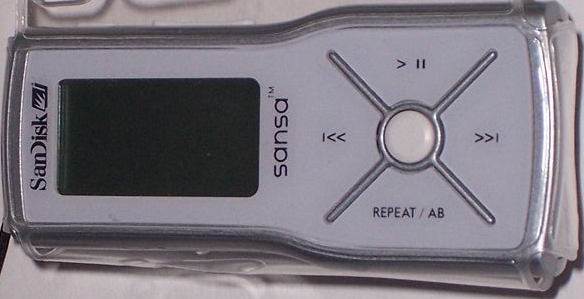
SanDisk hudební přehrávač